# Центральный Таиланд

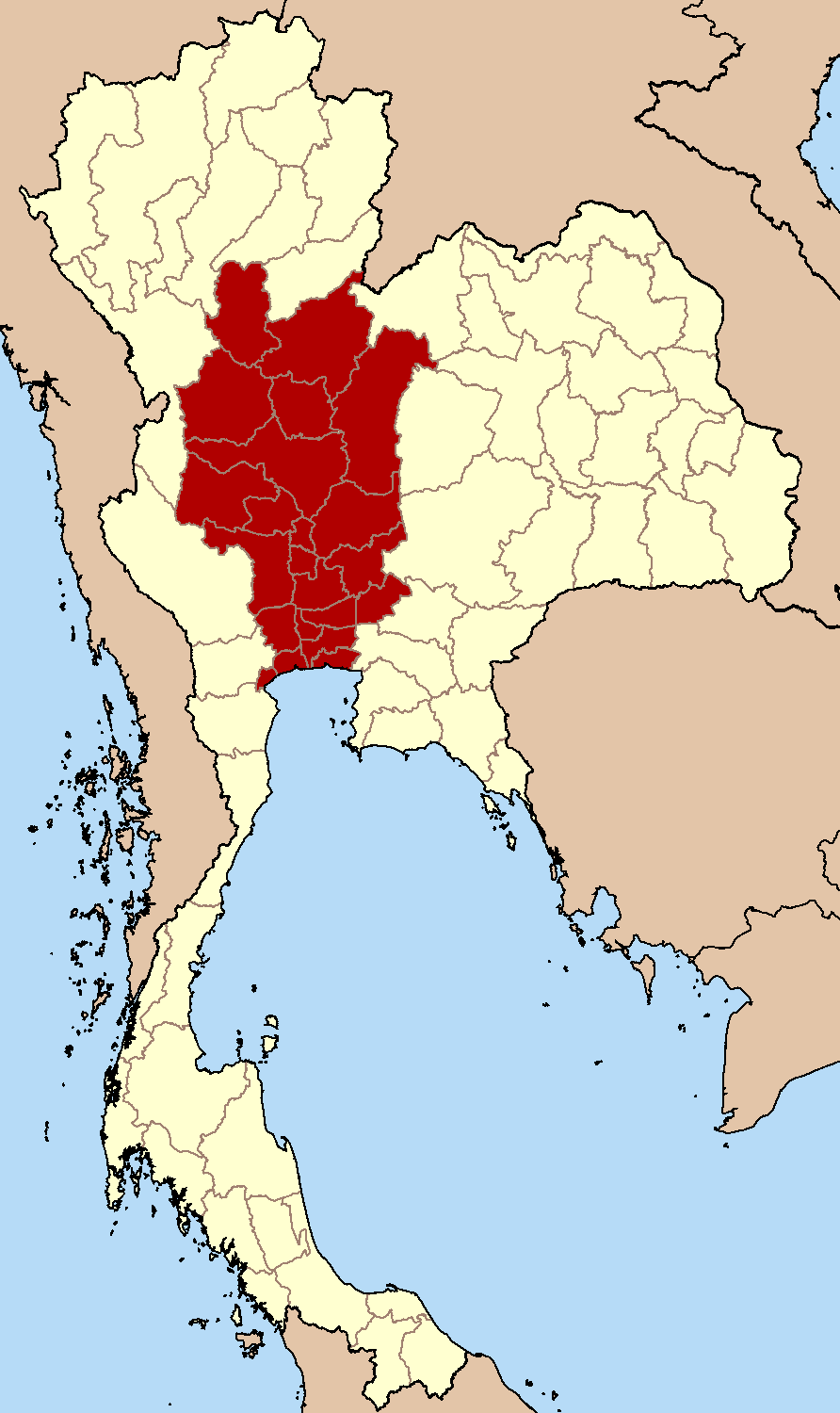
Центральный Таиланд в соответствии с делением страны на 6 регионов

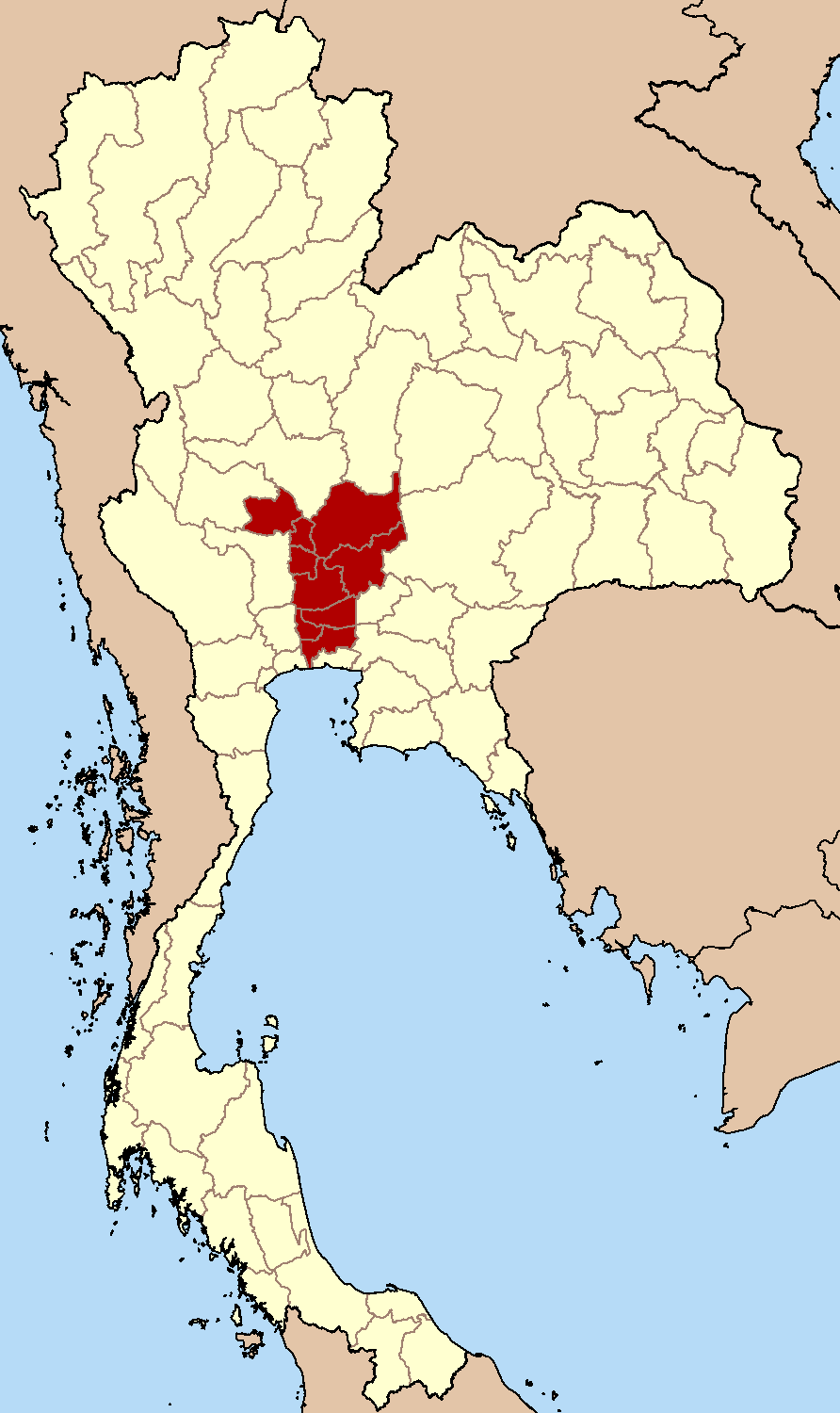
Центральный Таиланд в соответствии с делением страны на 6 регионов

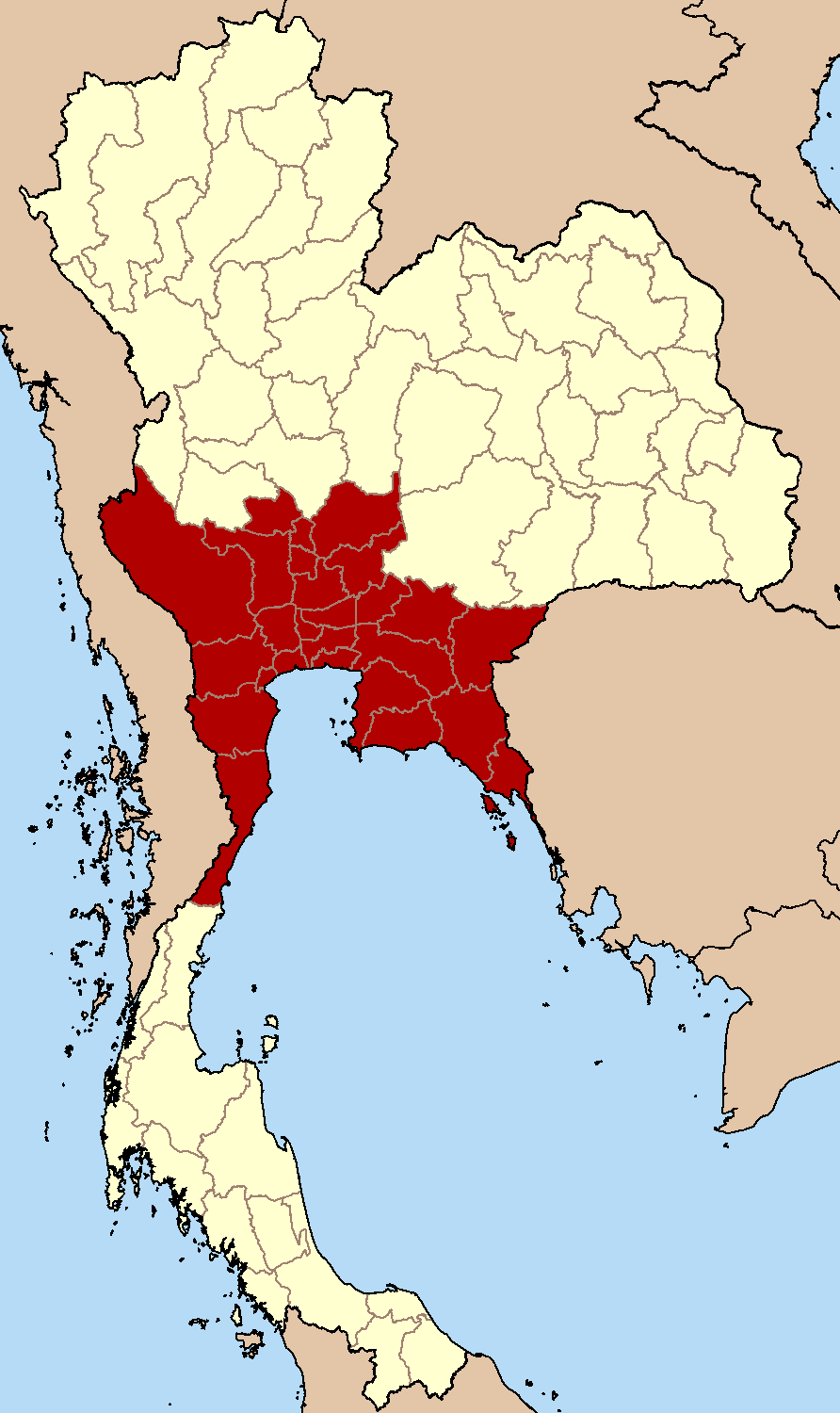
Центральный Таиланд в соответствии с делением страны на 4 региона

Центральный Таиланд (тайск. ประเทศไทยภาคกลาง) — регион в Таиланде. На северо-востоке граничит с Исаном, а на севере — с Северным Таиландом. В рамках деления страны на 4 региона, на юге Центральный Таиланд граничит с Южным Таиландом, а на западе с Мьянмой. Южную часть Центрального Таиланда омывает Сиамский залив. В рамках деления страны на 6 регионов, на западе Центральный Таиланд граничит только с Западным Таиландом, а на востоке — с Восточным Таиландом.

## Административное деление
Центральный Таиланд, определённый согласно делению страны на четыре региона, включает в себя 26 провинций. Специально для статистических целей они разделены на четыре группы:
- Большой Бангкок: Бангкок, Накхонпатхом, Нонтхабури, Патхумтхани, Самутпракан, Самутсакхон.
- Субцентральный Таиланд: Ангтхонг, Аюттхая, Чайнат, Лопбури, Накхоннайок, Сарабури, Сингбури.
- Западный Таиланд: Канчанабури, Пхетбури, Прачуапкхирикхан, Ратбури, Самутсонгкхрам, Супханбури.
- Восточный Таиланд: Чаченгсау, Чантхабури, Чонбури, Районг, Прачинбури, Сакэу, Трат.